# Internazionali Femminili di Palermo 2022
Internazionali Femminili di Palermo 2022 là một giải quần vợt nữ chuyên nghiệp thi đấu trên mặt sân đất nện ngoài trời. Đây là lần thứ 30 giải đấu được tổ chức và là một phần của WTA Tour 2022. Giải đấu diễn ra tại Country Time Club ở Palermo, Ý, từ ngày 17 đến ngày 23 tháng 7 năm 2022.

## Nội dung đơn

### Hạt giống
| Quốc gia | Tay vợt             | Xếp hạng1 | Hạt giống |
| -------- | ------------------- | --------- | --------- |
| ITA      | Martina Trevisan    | 26        | 1         |
| KAZ      | Yulia Putintseva    | 32        | 2         |
| CHN      | Zhang Shuai         | 37        | 3         |
| ESP      | Sara Sorribes Tormo | 43        | 4         |
| FRA      | Caroline Garcia     | 48        | 5         |
| ROU      | Irina-Camelia Begu  | 49        | 6         |
| HUN      | Anna Bondár         | 53        | 7         |
| ESP      | Nuria Párrizas Díaz | 54        | 8         |

- † Bảng xếp hạng vào ngày 11 tháng 7 năm 2022 [3]

### Vận động viên khác
Đặc cách:
- Elisabetta Cocciaretto
- Sara Errani
- Lucrezia Stefanini

Bảo toàn thứ hạng:
- Laura Siegemund

Vượt qua vòng loại:
- Elina Avanesyan
- Marina Bassols Ribera
- Léolia Jeanjean
- Rebeka Masarova
- Asia Muhammad
- Matilde Paoletti

Thua cuộc may mắn:
- Carolina Alves
- Jaimee Fourlis
- Julia Grabher

### Rút lui
Trước giải đấu
- Kaja Juvan → thay thế bởi  Panna Udvardy
- Danka Kovinić → thay thế bởi  Ylena In-Albon
- Petra Martić → thay thế bởi  Jaimee Fourlis
- Arantxa Rus → thay thế bởi  Ana Bogdan
- Laura Siegemund → thay thế bởi  Julia Grabher
- Ajla Tomljanović → thay thế bởi  Chloé Paquet
- Martina Trevisan → thay thế bởi  Carolina Alves

Trong giải đấu
- Zhang Shuai

## Nội dung đôi

### Hạt giống
| Quốc gia | Tay vợt        | Quốc gia | Tay vợt              | Xếp hạng1 | Hạt giống |
| -------- | -------------- | -------- | -------------------- | --------- | --------- |
| CHI      | Alexa Guarachi | USA      | Asia Muhammad        | 67        | 1         |
| KAZ      | Anna Danilina  | GEO      | Oksana Kalashnikova  | 103       | 2         |
| HUN      | Anna Bondár    | BEL      | Kimberley Zimmermann | 119       | 3         |
| USA      | Ingrid Neel    | CZE      | Renata Voráčová      | 207       | 4         |

- † Bảng xếp hạng vào ngày 11 tháng 7 năm 2022

### Vận động viên khác
Đặc cách:
- Elisabetta Cocciaretto /  Camilla Rosatello
- Lisa Pigato /  Lucrezia Stefanini

Bảo toàn thứ hạng:
- Anastasia Dețiuc /  Paula Kania-Choduń

Thay thế:
- Jaimee Fourlis /  Gabriela Lee

### Rút lui
- Natela Dzalamidze /  Kaja Juvan → thay thế bởi  Natela Dzalamidze /  Anastasia Tikhonova
- Ekaterine Gorgodze /  Oksana Kalashnikova → thay thế bởi  Anna Danilina /  Oksana Kalashnikova
- Laura Siegemund /  Zhang Shuai → thay thế bởi  Wang Xiyu /  Zhang Shuai
- Elisabetta Cocciaretto /  Camilla Rosatello → thay thế bởi  Jaimee Fourlis /  Gabriela Lee

## Nhà vô địch

### Đơn
- Irina-Camelia Begu đánh bại  Lucia Bronzetti 6–2, 6–2

### Đôi
- Anna Bondár /  Kimberley Zimmermann đánh bại  Amina Anshba /  Panna Udvardy 6–3, 6–2.